# The Sugarcubes
The Sugarcubes (islandsk: Sykurmolarnir) var en islandsk popgruppe. The Sugarcubes, som blev dannet i 1986, opstod ud af en meget aktiv kulturscene i Reykjavik i midten af 1980'erne og gruppen ville med sin musik og sine optrædener drive gæk med den etablerade musikverden och de klichéer som denne efter sigende stod for. Bandet opnåede berømmelse både indenlands og udenlands. Bandet og projektet opløstes 1992, men forenedes kortvarigt igen til en velgørenhedskoncert i Laugardalshöll arena i Reykjavík den 17. november 2006.

## Medlemmer
- Björk Guðmundsdóttir, sang (1986-1992, 2006)
- Einar Örn Benediktsson, sang, trompet (1986-1992, 2006)
- Þór Eldon, guitar (1986-1992, 2006)
- Bragi Ólafsson, bas (1986-1992, 2006)
- Sigtryggur Baldursson, slagtøj (1986-1992, 2006)
- Einar Melax, keyboard (1987-1989), afløst af:
- Margrét Örnólfsdóttir, keyboard (1989-1992, 2006)

## Diskografi

### Albums
- 1988 - Life's Too Good
- 1989 - Here Today, Tomorrow Next Week!
- 1992 - Stick Around for Joy
- 1992 - It's-It (remixalbum)
- 1998 - The Great Crossover Potential (opsamlingsalbum)